# Ruslan Kuang
Ruslan Tien Kuang (tiếng Bulgaria: Руслан Тиен Куанг;sinh ngày 25 tháng 10 năm 1985) là một cầu thủ bóng đá người Bulgaria gốc Việt hiện tại thi đấu cho Bdin Vidin. Anh ấy chơi ở vị trí hậu vệ.